# Charles Emich de Leiningen
Le prince Charles Emich de Leiningen (en allemand : Karl Emich Nikolaus Friedrich Hermann Prinz zu Leiningen), également connu sous son nom orthodoxe russe Nikolaï Kirillovitch Romanov (Николай Кириллович Романов) et les titre et nom officieux d'empereur Nicolas III, né le 12 juin 1952 à Amorbach (en Allemagne), est le fils aîné d'Emich, 7e prince de Leiningen et de son épouse la duchesse Eilika d'Oldenbourg.
En 2013, le Parti monarchiste de Russie l'a déclaré « héritier potentiel » du trône impérial lors de sa conversion à la religion orthodoxe. En 2014, après l'annonce de la formation d'un régime impérial sur la base d'une monarchie constitutionnelle par le président du Parti monarchiste et cryptarque Anton Bakov, le prince Charles Emich rencontre les monarchistes et accepte d'assumer la dignité impériale. Le 10 avril 2014, il est officiellement proclamé empereur de l'État souverain impérial (ou Suwarrow) sous le nom de Nicolas III, avec succession héréditaire pour lui et ses descendants. De son côté, Bakov est nommé chancelier. 
L'empereur Nicolas III est le descendant aîné direct de la famille royale russe Romanov par sa grand-mère, la grande-duchesse Maria Kirillovna de Russie (1907-1951), fille aînée du grand-duc Cyrille Vladimirovitch de Russie, lui-même prétendant au trône de Russie. Il est également le descendant aîné direct de la famille de Hanovre.

## Querelles familiales et procès
Charles Emich est déshérité peu de temps après son mariage avec Gabriele Renate Thyssen en 1991. Il rompt avec une règle en vigueur dans la famille de Leiningen qui stipule que ses membres ne peuvent se marier qu'avec des membres de famille souveraine ou anciennement souveraine.
En 2000, Charles Emich commence un long procès en vue d'hériter de sa part dans la fortune familiale évaluée à plusieurs centaines de millions d'euros comprenant châteaux, propriétés diverses et une île en Méditerranée, fortune dont il avait été écarté parce qu'il avait choisi de se marier en dépit de l'opposition de sa famille.
Charles Emich fit cette remarque sur toute l'affaire :

« Dès le début de notre mariage, je fus considéré comme un ennemi. Nous étions tous les deux soumis à une pression énorme. Aucun mariage ne peut résister à ce genre de chose dans le long terme. J'avais espéré que les choses allaient s'améliorer quand notre enfant est arrivé. Mais après que notre fille fut née, rien ne s'est passé. Ma mère a refusé de me parler depuis le mariage. »

Charles Emich déclara qu'il était persuadé que la pression familiale sur son mariage fut la raison pour laquelle son épouse, Gabriele Thyssen, l'avait quitté et s'était marié en secondes noces avec l'Aga Khan IV.

## Empereur

### Premières proclamations

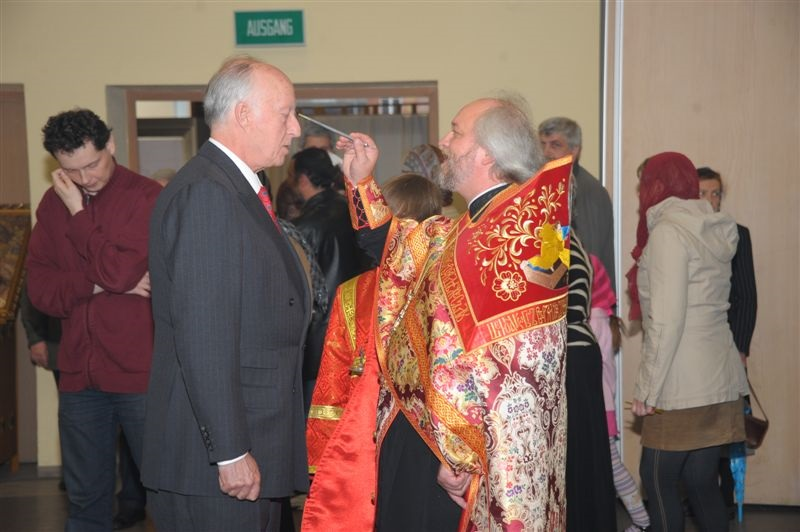
Conversion du prince à la religion orthodoxe.

Le parti monarchiste russe, fondé par l'homme d'affaires Anton Bakov, reconnaît le prince comme l'héritier du trône de Russie, et affirme que la conversion, en date du 1er juin 2013, de lui-même ainsi que de sa femme Isabelle, du luthéranisme à l'orthodoxie, permettent au couple de prétendre à la succession. Le couple a reçu les noms orthodoxes de Nikolaï Kirillovitch et Ekaterina Feodorovna. Depuis 2011, Bakov et ses partisans travaillent à la construction d'un nouvel État, avec plusieurs revendications territoriales, adoptant pour système politique une monarchie constitutionnelle fédérale qui se veut le successeur de l'Empire russe historique fondée par Pierre le Grand. À l'époque, Bakov se proclame lui-même Premier ministre, tandis que le trône reste encore vacant.

### Naissance de l'Empire

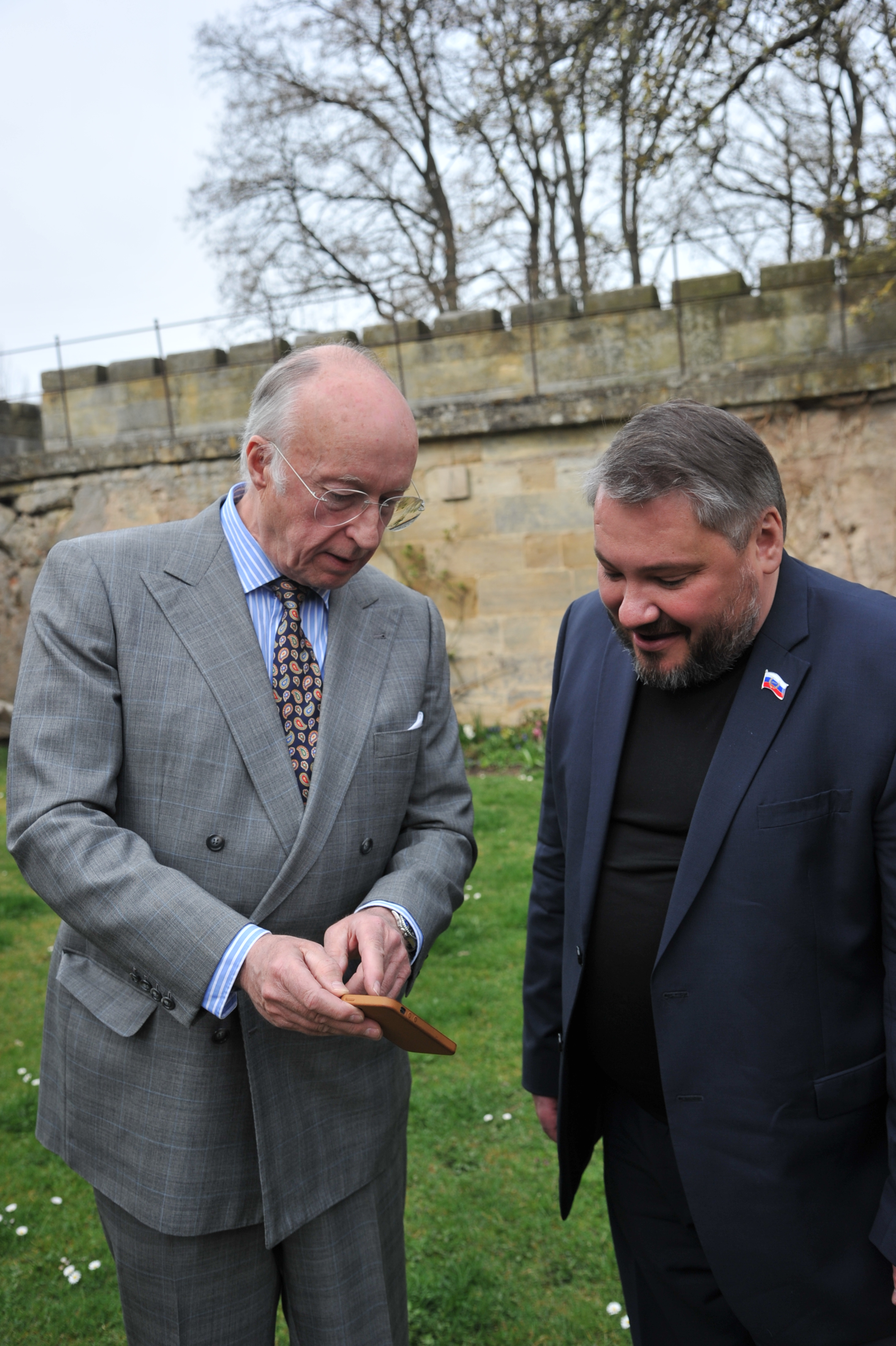
Nicolas III avec le chancelier Bakov.

Au début de l'année 2014, Anton Bakov déclare que l'État Souverain, bénéficiant des attributs de la souveraineté, indépendamment de tous les autres attributs, se référent à des analogies avec le Saint-Siège. Il souligne que Charles Emich, en acceptant la religion orthodoxe, a le droit de prendre ce Saint Trône conformément aux lois fondamentales de l'Empire russe d'avant la révolution russe.
Bakov demanda au prince d'accepter le trône en vue de former un nouvel État indépendant et de faire participer le prince à ses projets de promotion dans le Parti monarchiste, tels la création d'un État virtuel de l'Empire russe et plusieurs autres. Le 20 avril 2014, Bakov et Charles Emich se mettent d'accord et signent conjointement la première constitution de l'Empire, tout en déclarant que le Prince accepte les propositions ainsi que le titre d'empereur. Il est officiellement proclamé empereur sous le nom de Nicolas III, en tant que successeur du dernier tsar Nicolas II.
Bakov change alors son titre de « Premier ministre de l'Empire » pour celui d'« archichancelier du Trône ».
Plus tard, Bakov annonce qu'il a acheté une parcelle de terrain dans le Monténégro pour former un emplacement pour le nouvel État (80 hectares, « deux fois plus grand que l'État du Vatican »), et être en négociation avec les autorités du Monténégro pour la reconnaissance de l'État.
Il déclare également que le président russe Vladimir Poutine a refusé d'accorder un emplacement similaire à Ekaterinbourg (résidence de Bakov et lieu de l'assassinat de la famille Romanov en 1918) en réponse à une demande de Nicolas III qu'il avait transmise lui-même à Poutine en sa qualité d'ancien député.

## Mariages et enfants

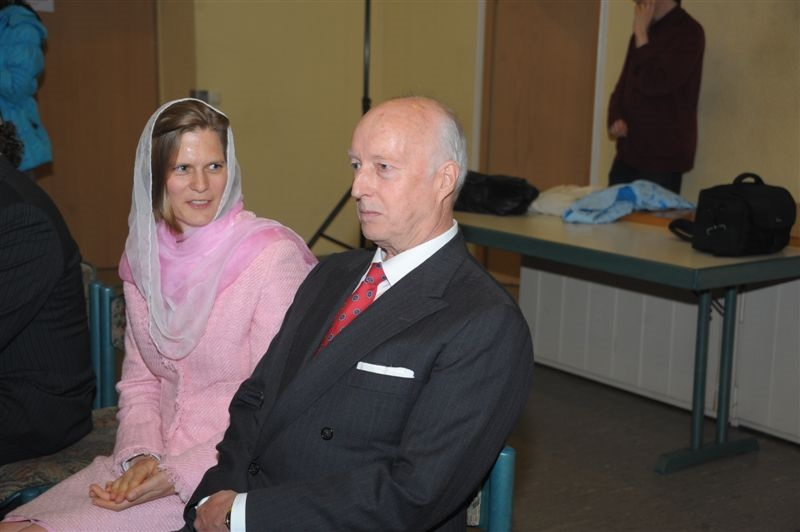
Nicolas III et son épouse Isabelle von Egloffstein.

Le prince épouse la princesse Margarita de Hohenlohe (1960-1989) le 8 juin 1984. Le couple a une fille, Cécilia de Leiningen, née en 1988. La princesse Margarita meurt en 1989 dans un accident de voiture.
Le 24 mai 1991, le prince épouse Gabriele Renate Thyssen (née en 1963), en dehors des règles matrimoniales dynastiques de la maison de Leiningen ; Gabriele Thyssen n'appartenant pas à une famille souveraine ou de haute noblesse. Il est exclu de la ligne de succession au trône britannique, parce que son épouse est catholique. Le couple donne naissance à une fille : Thérèse de Leiningen, née en 1992,,,. 
À la suite de son mariage, Charles Emich perd son titre de prince et ses droits de succession, inhérents aux règles et à son statut de membre de la maison princière de Leiningen, en faveur de son frère cadet Andreas, qui devient à la mort de leur père, le 30 octobre 1991, le 8e prince de Leiningen. 
En 1998, Charles Emich de Leiningen et Gabriele Thyssen divorcent.
Charles Emich épouse la comtesse Isabelle von Egloffstein (née en 1975) lors d’une cérémonie civile le 8 septembre 2007 à Amorbach, et lors d'une cérémonie religieuse le 7 juin 2008 à Pappenheim. Ils ont un fils : Emich de Leiningen, né en 2010. En 2014, après la naissance de l'Empire Romanov, Isabelle devient impératrice sous le nom d'Ekaterina Feodorovna, et leur fils devient prince impérial sous le nom de Kirill Nikolaïevitch.

## Ascendance
- Alexandre II de Russie (1818-1881), empereur de Russie de 1855 à 1881
  - Vladimir Alexandrovitch de Russie (1847-1909)
    - Cyrille Vladimirovitch de Russie (1876-1938), prétendant au trône de 1924 à 1938 sous le nom « Cyrille »
      - Maria Kirillovna de Russie (1907-1951), épouse en 1925 le prince Frédéric Charles de Leiningen (1898-1946)
        - Emich Kirill de Leiningen (1926-1991)
          - Nicolas III (né en 1952)